# Manuel Escalante y Arvizu
Manuel Escalante y Arvizu (Arizpe, Sonora - Hermosillo, Sonora, 3 de noviembre de 1851) Gobernador del Estado de Sonora, se convierte en el primer gobernador electo por votación popular en el estado. Originario de Arizpe. Principió a figurar en la política local en septiembre de 1824 en que fue elegido diputado al Congreso Constituyente del Estado de Occidente; de 1828 a 1830 fue jefe político del Departamento de Arizpe, secundo el Plan de Jalapa que elevó al general Anastasio Bustamante a la presidencia de la República, fue designado senador, cuyo cargo resignó, y poco después fue elegido primer gobernador constitucional del Estado de Sonora para el cuatrienio de 1832 a 1836. Tomó posesión el 1 de mayo de 1832 y principió por cambiar de firma para facilitar el rápido despacho de los negocios oficiales. Era hombre valiente, de temperamento inquieto y gustaba de las aventuras y los peligros. En repetidas ocasiones dejó el Poder Ejecutivo para tomar el mando de las armas y enfrentarse a situaciones difíciles. Así se observa que su periodo legal transcurrió dentro de una situación dual, pues con frecuencia salía de la capital acompañado del secretario de Gobierno, dejando allí al vicegobernador y al oficial mayor y unos asuntos los despachaba el primero y otros el segundo desde la capital. También expedicionó rumbo al noroeste en busca del viejo mineral de Arizona, tuvo que regresarse violentamente con motivo de rebelión de la tribu Yaqui, ocurrió personalmente a hacer frente a éstas con fuerzas formadas por cívicos y auxiliares; se opuso igualmente al cuartelazo del capitán Tovar y a nuevas partidas de yaquis alzados. Encontrándose en la región habitada por éstos, lo sorprendió una inundación en el pueblo de Rahum, de la cual apenas se salvó la gente a sus órdenes amontonada sobre los escombros de la iglesia y tardaron largos días para ser rescatados. En 1834 llevó otra expedición hasta la sierra del Mogollón, formada por 300 hombres, a perseguir a los apaches y derrotó a los capitancillos Tutijé y Víbora; publicó las bases que establecieron el régimen de gobierno central y las juró el 3 de diciembre de 1835 e hizo que se juraran igualmente en todos los pueblos del Estado. Vencido su cuatrienio siguió en el poder como gobernador constitucional sometido directamente al Gobierno General; en junio de 1837 entregó el mando al primer vocal de la Junta Departamental y se trasladó a Hermosillo a entender lo relativo al restablecimiento de la Casa de Moneda. Resumió el gobierno el 12 de octubre y lo entregó a Manuel María Gándara el 26 de noviembre siguiente. Muchos años fue administrador de rentas en Hermosillo, en 1848 juez de Primera Instancia, después estuvo al frente de la prefectura y falleció en 1851.

## Derechos Indígenas
La clase que ascendió al poder en el noroeste al proclamarse la Independencia de México incluyó en el documento fundante del Estado de Occidente diversas disposiciones acerca de los indígenas que en él habitaban y que en ese tiempo constituían cerca de la mitad de la población. Por eso se debe recurrir a la historia para saber que hechos contribuyeron a ello. El primero fue que un mes antes de aprobarse la Constitución, en octubre de 1825, los pueblos Yaquis se levantaron en armas defendiendo su autonomía e identidad, rompiendo una tregua que mantenían desde 1740. Los motivos inmediatos de la rebelión fueron el rechazo a ser incorporados de manera forzosa a las milicias estatales, bajo las órdenes del comandante del estado y no de su capitán general; el segundo, la intención del naciente gobierno de que pagaran impuestos por sus tierras y posesiones. Pesó también el hecho de que los diputados del Congreso formarán parte de la clase económica dominante; su presidente, el señor Manuel Escalante y Arvizú, era una de ellos y conocía bien el asunto. Por eso buscaban darle una salida reconociendo pequeños derechos a los indígenas, mientras ellos avanzaban sobre sus recursos naturales y desmantelaban sus organizaciones políticas.
Para dar cumplimiento a lo estipulado en la Constitución del estado, el Congreso dictó varias disposiciones que en apariencia buscaban crear condiciones para el ejercicio de los derechos de los indígenas, cuando en realidad pretendían violentarlos para romper el régimen de autonomía que conservaban y con ello minar el sistema comunal de propiedad sobre sus tierras, localizadas generalmente en los más fértiles valles, lo que las volvía apetecibles para los colonos blancos deseosos de fincar en ellas sus ranchos y haciendas.

## Casa de Moneda
En mayo de 1837, el gobierno estatal requería a don Leonardo Santoyo para que entregara la Casa de Moneda de Hermosillo,“para revivirla y no para que se encargue de ella, como supone”. El gobierno esperaba que un humilde y sumiso don Leonardo regresara a la Casa de Moneda de Hermosillo para reacondicionarla “pues la paralización de trabajos que ha tenido por más de un año ha dado motivos para que las máquinas necesiten alguna reforma y para que los troqueles del presente año sean grabados con la fecha y matrices obtenidas de la Casa de Moneda de México”. El gobernador don Manuel Escalante y Arvizu destituye del cargo de director de la Casa de Moneda de Hermosillo a don Leonardo Santoyo y el 19 de julio de ese año nombra a uno nuevo. A la familia Santoyo ya se le había vuelto una pesadilla la Casa de Moneda de Hermosillo. Mariano Santoyo –como apoderado de su padre, don Leonardo- desde años atrás, solicitaba al gobierno estatal les fuera pagado lo que justamente se les debía. Al poco, había nuevo Gobernador del Estado, pues a Escalante y Arvizu le sucede don Rafael Elías González quien, el 19 de julio de 1837 ratifica burocráticamente en la dirección al señor Manuel Escalante y Mazón. El 17 de septiembre de 1837 el gobernador, don Manuel Escalante y Arvizu, escribe a don Rafael Elías que, según ha sabido, “al parecer, don Leonardo Santoyo y su hijo Mariano, se han dado por muy ofendidos.”
Después de intentos fallidos del ciudadano Manuel Escalante y Mazón por volver a hacer trabajar la Casa de Moneda de Hermosillo (y de la negativa de los Santoyo, únicos al momento que sabían el manejo de una casa de amonedación) se ordena el cierre definitivo (aunque lo fue eventual) de la fábrica de monedas de Hermosillo, el 29 de noviembre de 1839.